# Fritz Bauer (Sportfunktionär)
Fritz Bauer (* 14. Dezember 1909 in Hamburg; † 9. Juli 1997 ebenda) war von 1962 bis 1981 Vorsitzender des Hamburger Sportbundes (HSB). Er ist der Namensgeber des seit 1989 vom Hamburger Sportbund verliehenen Fritz-Bauer-Preises für besondere Verdienste im Breitensport und war Träger der Bürgermeister-Stolten-Medaille.

## Ausbildung und Beruf

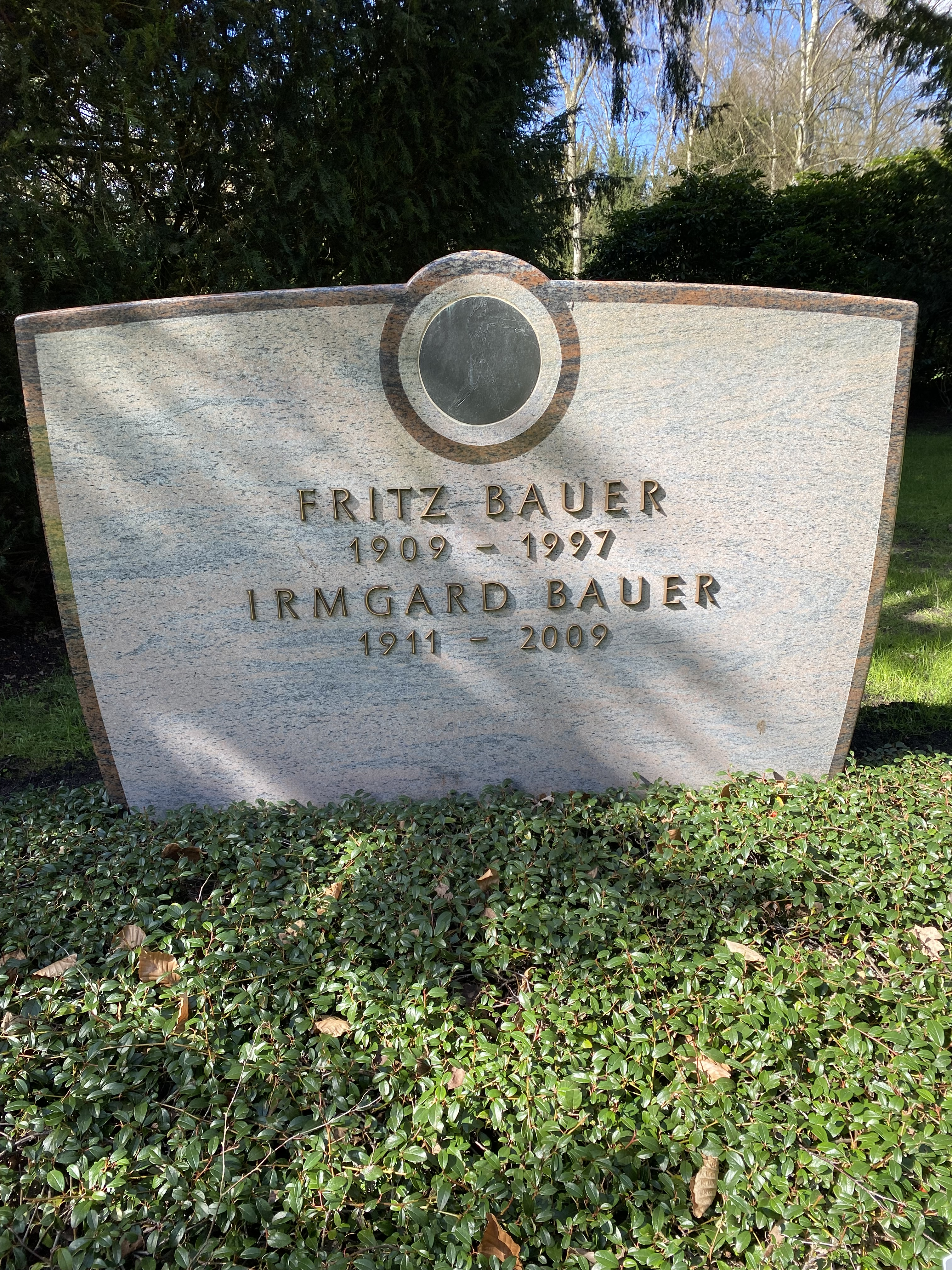
Grabstätte auf dem Friedhof Öjendorf

Nach seinem erfolgreichen Abschluss der Königsländer Schule in Hinschenfelde, welches zum Hamburger Stadtteil Wandsbek gehört, besuchte Bauer die Hamburger Handelsschule. Anschließend absolvierte er eine kaufmännische Lehre, um dann zunächst in den Dienst eines Schiffsmaklers zu treten, bevor er schließlich als Mitarbeiter zur Allgemeinen Ortskrankenkasse (AOK) wechselte. Nach seinem Aufstieg zum Dienststellenleiter der Wandsbeker Filiale, wurde Bauer schließlich Anfang der 1960er Jahre zum Direktor der Hauptverwaltung der AOK in Hamburg berufen und leitete diese bis zu seiner Pensionierung 1975.
Bauer war verheiratet mit Irmgard Telschow (1911–2009), Tochter von Hermann Telschow (1884–1971), und wurde Vater von einem Sohn und einer Tochter. Er wurde auf dem Hamburger Friedhof Öjendorf beigesetzt.

## Sportfunktionär
Im Jahr 1928 trat Bauer dem Arbeitersportverein FTSV Wandsbek von 1881, der aus dem Wandsbeker Männer-Turnverein von 1872 hervorgegangen war, bei und wurde dort bereits 1932 Vorsitzender. Er trat auch in die Sozialdemokratische Partei Deutschlands ein. In dieser Funktion erlebte er die Zerschlagung seines Vereins durch die Nationalsozialisten nach der Machtergreifung 1933 mit und musste ein Jahr später die Vereinsabwicklung vollziehen. Nach Kriegsende und seiner Heimkehr aus der Kriegsgefangenschaft baute Bauer im Jahr 1949 den Verein wieder auf und wurde erneut Vorsitzender bis 1953. Im Jahr 1962 wurde er Vorsitzender des Hamburger Sportbundes und als solcher ab 1966 auch Mitglied des neu gegründeten Sportbeirates der Hamburger Behörde für Inneres. Er setzte sich insbesondere für die sozialen Aspekte des Sports ein und förderte den Breitensport. 1981 trat Bauer nicht wieder als Vorsitzender an, sein Nachfolger wurde Friedel Gütt. Bauer wurde stattdessen zum Ehrenpräsidenten gewählt. Im Jahr 1989 stiftete der Hamburger Sportbund anlässlich seines 80. Geburtstages einen jährlich zu vergebenen Preis für Verdienste um den Breitensport, den „Fritz-Bauer-Preis“.

## Ehrungen
- 1975: Großes Bundesverdienstkreuz
- 1981: Großes Bundesverdienstkreuz mit Stern
- 1982: Bürgermeister-Stolten-Medaille